# Rostfarbene Zwergfledermaus
Die Rostfarbene Zwergfledermaus oder Rustikale Zwergfledermaus (Pipistrellus rusticus) ist ein in Afrika verbreitetes Fledertier in der Gattung der Zwergfledermäuse.

## Merkmale
Wie der Name andeutet, ist die Art mit einer Gesamtlänge von 65 bis 85 mm, einer Schwanzlänge von 19 bis 32 mm und mit 24 bis 31 mm langen Unterarmen eine sehr kleine Fledermaus. Wie bei allen Glattnasen ist kein Nasenblatt vorhanden. Die Rostfarbene Zwergfledermaus hat meist dunkelbraune bis rotschwarze Flügel, die im hinteren Bereich weiße Kanten besitzen können und einen Schwanz, der vollständig von der Schwanzflughaut umschlossen wird. Die Haare haben zwei verschiedenfarbige Abschnitte, mit dem dunkleren Bereich an der Wurzel, und das Fell der Oberseite variiert zwischen rotbraun, orangebraun, orangegrau, graubraun oder braun. Die Unterseite ist mit gelbem oder cremefarbenem Fell bedeckt, das oft orange Schattierungen aufweist. An der Schnauze und um die Augen ist nackte braune Haut sichtbar. Ein weiteres Merkmal des Kopfes sind die dreieckigen Ohren mit abgerundeten Spitzen. Im Oberkiefer kommen pro Seite zwei Schneidezähne, ein Eckzahn, zwei prämolare Zähne und drei Molaren vor. Im Unterkiefer ist ein zusätzlicher dritter Schneidezahn pro Seite vorhanden, was 34 Zähne im Gebiss ergibt.

## Verbreitung
Die Rostfarbene Zwergfledermaus hat eine Population in der Sahelzone und eine weitere im Süden Afrikas in Angola, Sambia, Namibia, Botswana, Simbabwe und Südafrika. Sie lebt im Flachland und bewohnt feuchte oder trockene Savannen mit einzelnen Baumgruppen.

## Lebensweise
Die Ruheplätze liegen in Baumhöhlen, unter der Baumrinde und in Gebäuden. Es liegen keine Anzeichen für Winterschlaf oder kältebedingte Starrezustände (Torpor) vor. Bei einer Studie konnten drei Exemplare im selben Versteck registriert werden. Die Rostfarbene Zwergfledermaus beginnt ihre Jagd auf Insekten während der Dämmerung. Dabei fliegt sie oft dicht über dem Grund oder über Wasserflächen. Die Art nutzt Rufe zur Echoortung, die bei etwa 78 kHz beginnen und bei ungefähr 47 kHz enden. Die größte Intensität wird bei 53 kHz erreicht.
Die Paarung findet im April oder in angrenzenden Monaten statt und danach verbleibt die männliche Samenflüssigkeit im weiblichen Geschlechtstrakt, bis die Trächtigkeit im August oder September beginnt. Nach 11 oder 12 Wochen Trächtigkeit werden meist zwei Nachkommen geboren.

## Gefährdung
Die IUCN listet die Art als nicht gefährdet (least concern) da keine Bedrohungen vorliegen und da sie in geeigneten Landschaften häufig auftritt.